# George Fabyan
George Fabyan (* 15. März 1867 in Roxbury, Massachusetts; † 17. Mai 1936 in Geneva, Illinois) war ein erfolgreicher amerikanischer Geschäftsmann, der in den 1910er-Jahren ein privates Forschungsinstitut namens Riverbank Laboratories gründete, das sich unter anderem erfolgreich mit Kryptologie befasste.

## Leben

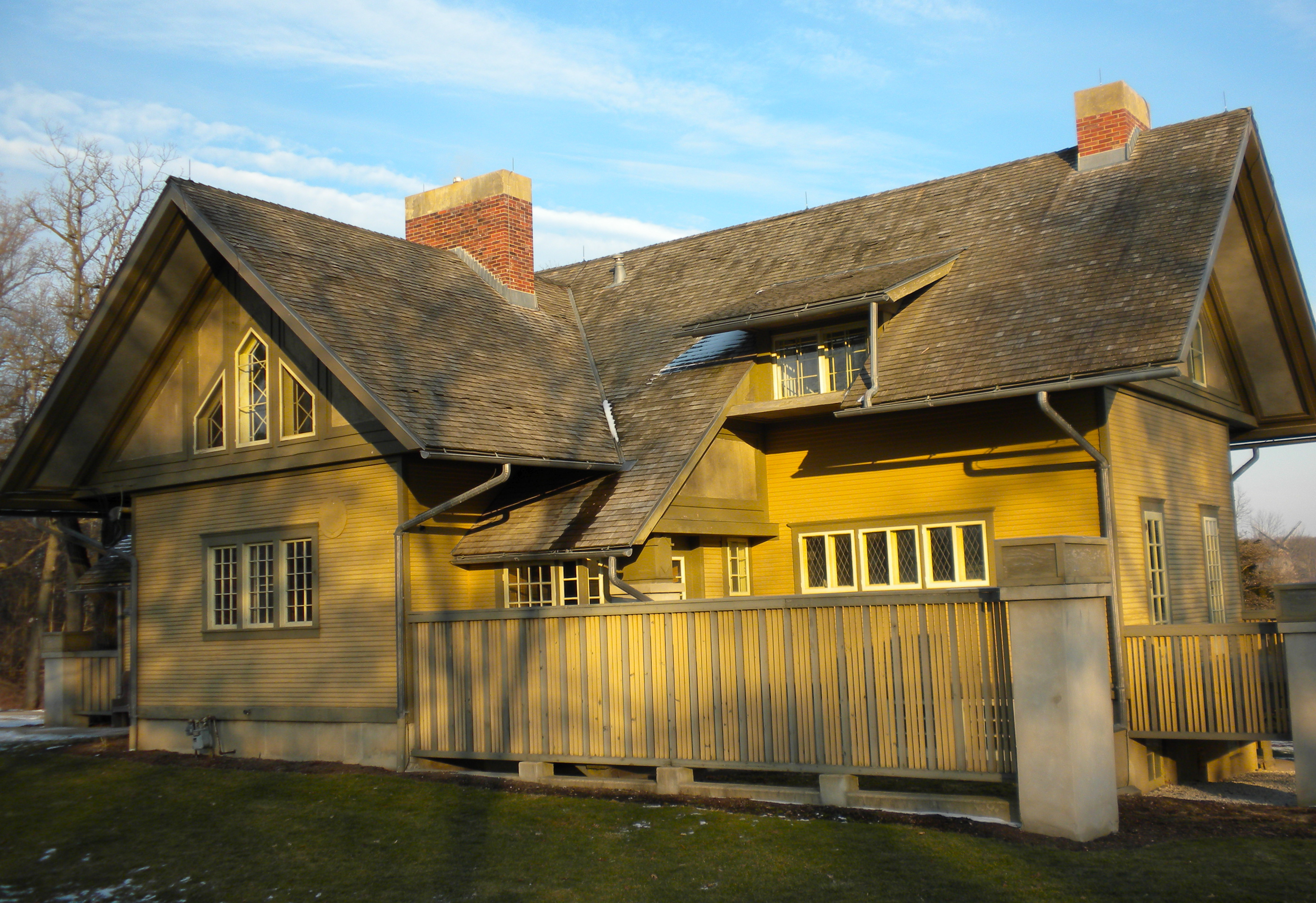
Die Fabyan Villa (Foto 2010)

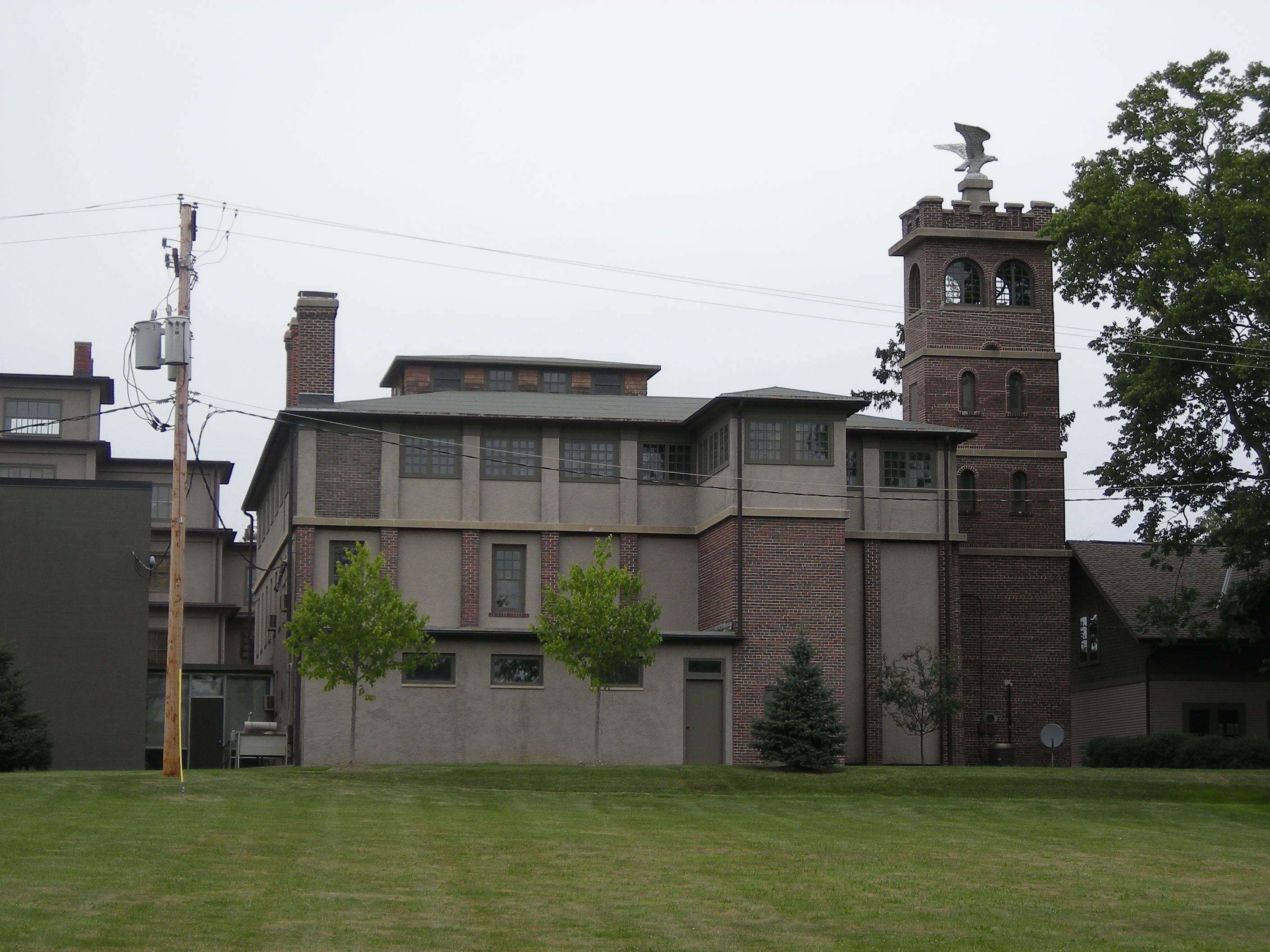
Die von ihm errichteten Riverbank Laboratories (Foto 2007)

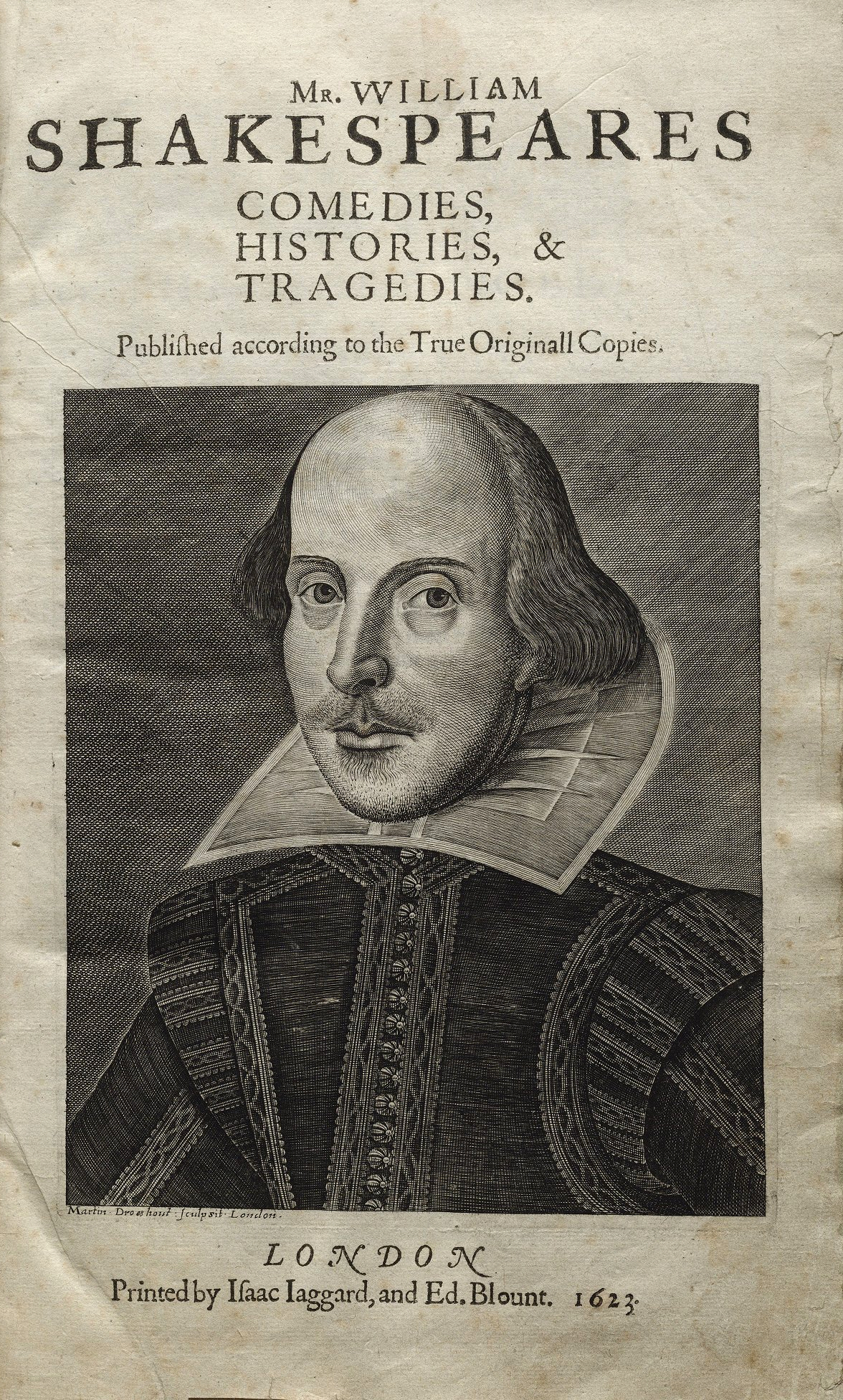
Die „Folio“-Ausgabe mit dem Porträt spielt eine wichtige Rolle bei der Debatte um die Urheberschaft Shakespeares

Er wurde in Roxbury als zweites von vier Kindern und als erster Sohn geboren, ein Jahr bevor die Stadt im Jahr 1868 nach Boston eingemeindet wurde. Seine Eltern waren George Francis Fabyan (1837–1907) und Isabel Frances Fabyan (1840–1909), geb. Littlefield.
Fabyan war ein sehr erfolgreicher Geschäftsmann, der ein Millionenvermögen mit dem von seinem Vater geerbten Textilhandel verdiente. Um 1902 heiratete er die in Wisconsin geborene Nelle Wright. Ab etwa 1908 lebte das Ehepaar in der Fabyan Villa (Bild), mitten im Riverbank Estate, einem etwa 120 Hektar großen Anwesen, direkt am Fox River im Norden von Illinois gelegen.
Hier errichtete er eine private Denkfabrik zum Zwecke der Erforschung diverser wissenschaftlicher und auch pseudowissenschaftlicher Fragestellungen, die Riverbank Laboratories (Bild). Er warb Persönlichkeiten aus Industrie und Wissenschaft an und beauftragte sie, Probleme, die ihn interessierten, zu bearbeiten. Dazu gehörten höchst unterschiedliche Gebiete wie Akustik, Chemie, Genetik, Kryptanalyse und Literaturwissenschaften.
Eine spezielle Aufgabenstellung, die ihn besonders interessierte, war das Thema William-Shakespeare-Urheberschaft. Dabei ging es darum, die damals vieldiskutierte Frage zu klären, ob William Shakespeare (1564–1616) tatsächlich die ihm zugeschriebenen Werke selbst verfasst hatte. Es gab Zeitgenossen, die dies heftig bezweifelten. Diese vermuteten, dass sie in Wahrheit von einem anderen Autor, möglicherweise Francis Bacon (1561–1626), oder gar von mehreren Autoren geschrieben worden waren. Zu den Skeptikern gehörte auch George Fabyan. Er vermutete, dass der wahre Autor seinen Namen in den Dramen oder Sonetten in verschlüsselter Form versteckt hatte und so zu identifizieren wäre.
Fabyan stellte unter anderem den jungen William Friedman (1891–1969) ein, einen Einwanderer aus dem Russischen Kaiserreich, und 1916 auch die gerade 24-jährige Elizebeth Smith (1892–1980) (siehe Foto unter Weblinks). Sie bekam von Fabyan die Aufgabe gestellt, nach den von ihm vermuteten Geheimbotschaften in Shakespeares Werken zu suchen. Bei der Aufbereitung der in Frage kommenden elisabethanischen Texte (Bild) half ihr der junge Kollege Friedman aus dem Genetiklabor dabei, kryptische Stellen der alten Dokumente fototechnisch zu vergrößern und anschließend zu analysieren. Die beiden jungen Forscher harmonierten nicht nur beruflich besonders gut, sondern kamen sich auch privat näher und heirateten schließlich im Mai 1917. Aus Miss Smith wurde Mrs. Elizebeth Friedman. Beide zusammen wurden später das wohl berühmteste Kryptologen-Ehepaar der amerikanischen Geschichte.
Nach dem Eintritt der Vereinigten Staaten in den Ersten Weltkrieg befasste sich das Labor ab Herbst 1917 intensiv und erfolgreich mit Kryptanalyse und entzifferte verschlüsselte Botschaften der Mittelmächte und Mexikos. Ferner wurden hier amerikanische Offiziere in Kryptologie ausgebildet.
Die von George Fabyan begründeten Riverbank Laboratories gelten heute als Geburtsort der amerikanischen Kryptologie. Im Jahr 1992 wurde seine Verdienste postum offiziell gewürdigt und ihm zu Ehren an diesem Ort eine Gedenkplakette enthüllt: „To the Memory of George Fabyan From a Grateful Government“ (deutsch „Zum Gedenken an George Fabyan von einer dankbaren Regierung“).
Er wurde 69 Jahre alt und ist auf dem Forest Hills Cemetery, dem in den Forest Hills, einem Areal im Stadtteil Jamaica Plain seiner Heimatstadt, gelegenen Parkfriedhof, zur letzten Ruhe gebettet worden. Sein Grabstein ist erhalten (siehe Weblinks).

## Schriften (Auswahl)
- What I Know About the Future of Cotton and Domestic Goods. Selbstverlag 1900.